# Hoplitis fossulata
Hoplitis fossulata är en biart som först beskrevs av Alexander Mocsáry 1883.
Hoplitis fossulata ingår i släktet gnagbin och familjen buksamlarbin. Inga underarter finns listade i Catalogue of Life.